# Lijst van gemeentelijke monumenten in Gouda/Josephbuurt

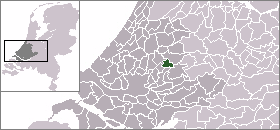
Gouda

Deze pagina biedt een overzicht van de gemeentelijke monumenten in de Tuindorp Josephbuurt in de stad Gouda. De hele wijk is een gemeentelijk beschermd stadsgezicht onder nummer 847, maar daarmee zijn niet alle woningen een gemeentelijk monument. De architect van al deze woningen is Jacobus Petrus Dessing.
| Object                                                                                              | Bouwjaar      | Architect              | Locatie                                          | Coördinaten                  | Nr.             | Afbeelding        |
| --------------------------------------------------------------------------------------------------- | ------------- | ---------------------- | ------------------------------------------------ | ---------------------------- | --------------- | ----------------- |
| 26 woonhuizen. Woning nummer 4, heeft nog de oorspronkelijk raamindeling en voordeur. (Josephbuurt) | Ongeveer 1921 | Jacobus Petrus Dessing | Coornhertstraat 1 t/m 21 en 2 t/m 30             | 52° 0' 42" NB, 4° 43' 10" OL | GM 0513/847 (C) | Meer afbeeldingen |
| 3 woonhuizen. (Josephbuurt)                                                                         | Ongeveer 1921 | Jacobus Petrus Dessing | De Lange van Wijngaardenstraat 1, 3, 5           | 52° 0' 49" NB, 4° 43' 8" OL  | GM 0513/847 (D) | Meer afbeeldingen |
| 4 woonhuizen. (Josephbuurt)                                                                         | Ongeveer 1921 | Jacobus Petrus Dessing | Johan den Haenstraat 1, 3, 5, 7                  | 52° 0' 48" NB, 4° 43' 11" OL | GM 0513/847 (J) | Meer afbeeldingen |
| 3 woonhuizen. (Josephbuurt)                                                                         | Ongeveer 1921 | Jacobus Petrus Dessing | Karnemelksloot 62, 62a, 62b                      | 52° 0' 49" NB, 4° 43' 8" OL  | GM 0513/847 (K) | Meer afbeeldingen |
| 27 woonhuizen. (Josephbuurt)                                                                        | Ongeveer 1921 | Jacobus Petrus Dessing | Mr D J van Heusdestraat, oneven nummers 1 t/m 53 | 52° 0' 41" NB, 4° 43' 13" OL | GM 0513/847 (M) | Meer afbeeldingen |
| 70 woonhuizen, een transformatorhuisje en een voormalige winkel. (Josephbuurt)                      | Ongeveer 1921 | Jacobus Petrus Dessing | Sint Josephstraat. 1 t/m 49a en 51 en 2 t/m 86   | 52° 0' 45" NB, 4° 43' 7" OL  | GM 0513/847 (S) | Meer afbeeldingen |
| 19 woningen waaronder 2 voormalige winkels (Josephbuurt)                                            | Ongeveer 1921 | Jacobus Petrus Dessing | Zoutmanplein 1 t/m 19                            | 52° 0' 46" NB, 4° 43' 10" OL | GM 0513/847 (Z) | Meer afbeeldingen |
| 16 woonhuizen (Josephbuurt)                                                                         | Ongeveer 1921 | Jacobus Petrus Dessing | Zoutmanstraat 2 t/m 32                           | 52° 0' 44" NB, 4° 43' 11" OL | GM 0513/847     | Meer afbeeldingen |